# Arnold d'Oreye de Lantremange
Arnold d'Oreye de Lantremange (Elsene, 23 oktober 1938) is een Belgisch politicus. Hij was van 2005 tot 2012 (waarnemend) burgemeester van Kraainem. Hij is lid van DéFI, maar nam deel aan de gemeenteraadsverkiezingen met een lokale lijst 'UNION'.
Hij begon zijn politieke carrière in Sint-Pieters-Woluwe, en was aanvankelijk lid van de PSC. Onder invloed van François Persoons sloot hij zich in de jaren 1960 aan het nieuw opgerichte 'Démocratie Bruxelloise', dat niet veel later opging in het FDF. In 1989 verhuisde hij van St-Pieters-Woluwe naar Kraainem, waar hij in 1994 eveneens gemeenteraadslid werd. In 2005 zou hij er burgemeester worden.
In 2007 besliste de Vlaamse minister van Binnenlandse Aangelegenheden hem niet als burgemeester te benoemen, wegens het versturen van Franstalige oproepingsbrieven bij de verkiezingen van 2006; die mogen volgens de Vlaamse overheid enkel in het Nederlands. Tot 2017 was hij schepen en tot 2020 gemeenteraadslid.
Arnold d'Oreye de Lantremange komt uit een adellijke familie met roots in het Luikse. Hij is gehuwd met Bernadette le Sergeant d'Haudecourt en heeft twee zonen, Maximilien en Nicolas.

## Politieke carrière
- 1970 tot 1989: gemeenteraadslid in Sint-Pieters-Woluwe

- 1976 tot 1982: Schepen van Cultuur in Sint-Pieters-Woluwe

- 1971 tot 1987: provincieraadslid van de provincie Brabant

- 1994 tot 2000: gemeenteraadslid in Kraainem

- 2001 tot 2004: eerste schepen in Kraainem

- 2004 tot 2012: waarnemend burgemeester van Kraainem

- 2013 tot 2017: schepen in Kraainem